# Castel San Niccolò
Castel San Niccolò là một đô thị ở tỉnh Arezzo trong vùng Toscana, tọa lạc khoảng 40 km về phía đông của Florence và khoảng 35 km về phía tây bắc của Arezzo.
Castel San Niccolò giáp các đô thị sau: Castelfranco di Sopra, Loro Ciuffenna, Montemignaio, Ortignano Raggiolo, Poppi, Pratovecchio, Reggello.

## Thành phố kết nghĩa
- Pégomas, Pháp